# Стормонт, Дандас і Гленгаррі (об'єднане графство)
Об'єднане графство Стормонт, Дандас і Гленгаррі (англ. Stormont, Dundas and Glengarry) — графство у провінції Онтаріо, Канада. Графство є переписним районом та адміністративною одиницею провінції.
Графство розташоване в східні частину Онтаріо й знаходиться приблизно за 100 кілометрів на південний схід від столиці Канади Оттави, за 120 км на північний захід від Монреаля, і 440 кілометрах на північний схід від Торонто. До півдня межі графства йдуть по річці Святого Лаврентія, в коридорі Квебек — Віндзор вздовж Шосе 401 Онтаріо.
Місто Корнволл і резервація могавків Аквесасне (англ. Akwesasne) знаходяться в межах переписного округу, але не входять до адміністрації графства.

## Підрозділи

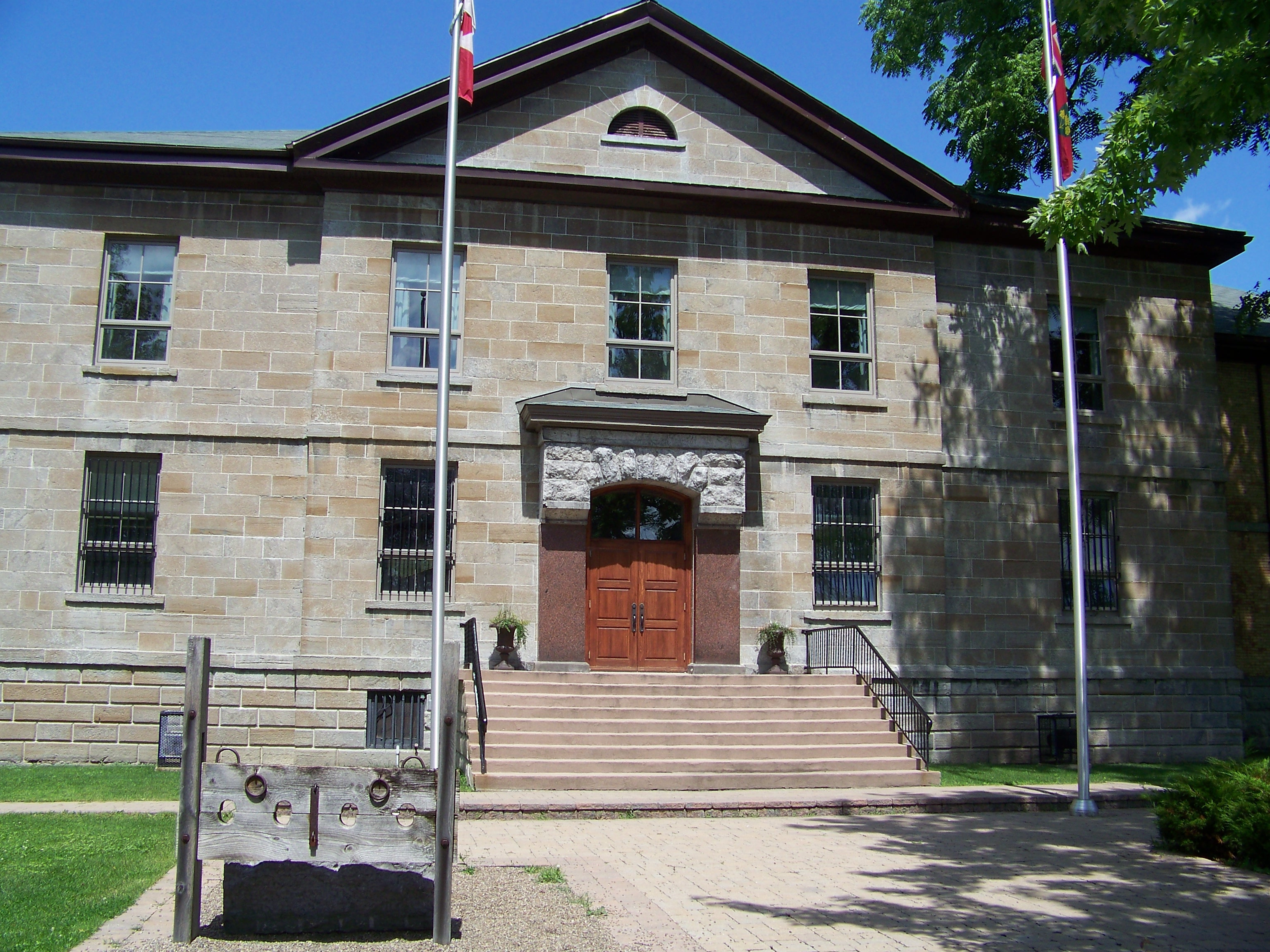
Будівля суду та офіси в Корнволлі

- Місто — Корнволл (англ. Cornwall)
- Містечко — Північний Дандас (англ. North Dundas)
- Містечко — Північний Гленгаррі (англ. North Glengarry)
- Містечко — Північний Стормонт (англ. North Stormont)
- Містечко — Південний Дандас (англ. South Dundas)
- Містечко — Південний Ґленґаррі (англ. South Glengarry)
- Містечко — Південний Стормонт (англ. South Stormont)
- Містечко — Резервація Перших Націй: Аквесасне (англ. Akwesasne)